# Kraftwerk
Kraftwerk is een Duitse band uit Düsseldorf die in 1970 werd opgericht door Ralf Hütter en Florian Schneider-Esleben. Kraftwerk heeft een grote invloed gehad op de ontwikkeling van de elektronische muziek en wordt ondanks het eigen specifieke geluid beschouwd als pionier voor later opgekomen bredere muziekstromingen als electropop en techno.

## Muzikale filosofie
In eerste instantie concentreert de groep zich meer op avant-gardemuziek met reguliere instrumenten. Daaraan worden vanaf 1970 elektronische apparaten toegevoegd, waaronder toongeneratoren, in opdracht gebouwde vocoders en elektronische drumsets waar Florian Schneider patenten op heeft. De band bouwt vaak eigen instrumenten omdat het zich de gangbare synthesizers uit begin jaren zeventig niet kan veroorloven. De band is in die jaren verwant aan Duitse acts als Can, Neu en Tangerine Dream die in Groot-Brittannië vaak worden geschaard onder de denigrerende noemer Krautrock.
De omslag komt in 1974, met het album Autobahn, waarna het gebruik van synthesizers, zowel zelf gebouwd als aangekocht, gemeengoed wordt en akoestische instrumenten geheel uit het werk verdwijnen. Ook in de daaropvolgende jaren blijven de bandleden experimenteren en op zoek gaan naar de mogelijkheden die elektronische muziek biedt. De muziek wordt repetitiever met zich vaak herhalende thema's, die elektronisch worden gemanipuleerd. De teksten zijn vaak observerend of verhalend en soms mild amusant.
Schneider en Hütter ontwikkelen de filosofie van 'musikarbeiter', muziekarbeiders, waarbij de in hoge mate anonieme leden van de groep elk hun voorgeschreven taak uitvoeren. De band steekt, zeker in latere jaren, bijzonder veel tijd in de zoektocht naar elektronische geluiden en het daarmee componeren van nummers. Ook wordt zowel in de jaren tachtig als tussen 2000-2010 veel tijd besteed aan het digitaliseren en digitaal remasteren van de eigen geluiden en eigen nummers en aan het vervolmaken van de live-act, die enige tijd toe kan met slechts vier speciaal aangepaste Sony Vaio-laptops en randapparatuur.
Tijdens optredens gedragen de bandleden zich afstandelijk en mechanisch, gestoken in uniforme kledij. Ook wordt gefilosofeerd over concerten zonder dat de bandleden aanwezig zijn, waarbij hun taak wordt overgenomen door robots. De groepsleden worden vanaf 1991 in het nummer Die Roboter/The Robots meestal vervangen door robots, die lookalikes van de bandleden zijn. Vanaf 1981 wordt tijdens optredens geëxperimenteerd met computeranimaties.
Leidraad in de thematiek van de band is de fascinatie door techniek. Als albumthema's kiest Kraftwerk vaak een aspect van moderne technologie, zoals radioactiviteit, robots of automatisering, en bewerkt dat op een kenmerkende, journalistieke manier. Vanaf Radio-Activity/Radio-Aktivität uit 1976 verschijnen alle albums zowel in een Engelstalige als Duitstalige versie. Van een aantal nummers worden ook versies in het Frans (Tour de France, Les Mannequins), Japans (Dentaku) of Spaans (Electric Cafe) opgenomen.

## Ontstaansgeschiedenis
In 1968 ontmoeten toetsenist Ralf Hütter en dwarsfluitist Florian Schneider-Esleben elkaar op een cursus 'muziekimprovisatie' aan het conservatorium waar ze studeren. In 1968 richten de twee met medestudenten Organisation (zur Verwirklichung gemeinsamer musikalischer Konzepte)
op, een 'studentenband met open structuren'. Hütter speelt er toetsen, Schneider dwarsfluit. In januari 1969 speelt de uit zes leden bestaande groep, die zich laat beïnvloeden door Pink Floyd en Tangerine Dream in Jazzkeller in Krefeld.
In 1970 brengen ze als Organisation - het album Tone float bij RCA uit die het album ook internationaal distribueert. Een half jaar later wordt de naam veranderd in Kraftwerk (het Duitse woord voor krachtbron en energiecentrale) en koopt Schneider, die afkomstig is uit een gegoed architectenmilieu, zijn eerste synthesizer.
In maart 1970 treden na het vertrek van een aantal bandleden drummer Klaus Dinger en Andreas Hohmann toe. Aanvankelijk geldt Florian Schneider als de onbetwiste leider. "Voor mij is Florian de oprichter van Kraftwerk," zegt toenmalig vriend Eberhard Kranemann. "Het hele idee was van hem afkomstig. Later werd Ralf Hütter de baas van de band."
De vier nemen in september 1970 bij het platenlabel van Philips hun eerste - titelloze - album op, waarvan ruim vijftigduizend exemplaren worden verkocht. Het nummer Ruck-zuck dat in progressieve discotheken in Duitsland een culthit wordt, verwerft enige faam als openingstune van het Duitse tv-programma Kennzeichen D
Zonder Hütter, die zijn architectuurstudie afrondt, maar met Eberhard Kranemann (bas, cello), Michael Rother (gitaar) en Dinger doet Kratftwerk zijn eerste tv-optreden, in het programma Beat Club.
Drummer Klaus Dinger en toetsenist Michael Rother verlaten de band in 1971 en richten het verwante Neu! op. Met de teruggekeerde Hütter neemt Schneider in de nazomer van 1971 in zeven dagen het tweede eveneens titelloze album van Kraftwerk op, waarvan in Duitsland zestigduizend exemplaren worden verkocht. De twee albums zijn, los van de nummers, slechts uit elkaar te houden doordat de ene een rood/witte en de ander een groen/witte verkeerspylon op de cover heeft.
In 1973 maken de twee oorspronkelijke leden met medewerking van kunstenaar Emil Schült de lp (Ralf + Florian), en vanaf 1974 vormen ze de groep waarmee ze jaren bekend zijn geweest: Ralf Hütter, Florian Schneider, Karl Bartos en Wolfgang Flür. Alle albums worden geproduceerd door Konrad "Conny" Plank die mede daardoor in de jaren zeventig en tachtig een veelgevraagd producer wordt, onder meer door Ultravox en Eurythmics.
De groep krijgt volgens Hütter weinig bijval in Duitsland, zeker in de begintijd. "In dit land werden we uitgelachen," zegt hij in 2009. "We moesten zelfs tournees annuleren omdat niemand naar de concerten kwam." "In de late jaren zestig konden we niet eens een plek vinden om op te treden," aldus Hütter. "Dus slopen we de kunstwereld binnen, met zijn happenings.
Desondanks wordt de groep na het verschijnen van Ralf + Florian door het Duitse muziekblad Sounds verkozen tot 'meestgeliefde' band en Schneider tot 'instrumentalist van het jaar 1973', maar is de groep vooral populair bij de  mede-muzikanten.
De eerste albums worden later door de groep veronachtzaamd. Ze worden nooit officieel op cd uitgebracht - en zijn uitsluitend als bootleg verkrijgbaar. Evenmin zijn ze online beschikbaar en de nummers zijn sinds 1976 nimmer live gespeeld. Volgens Hütter betreft de periode voor Autobahn 'een vroege ontwikkelingsfase'. "Autobahn is ons eerste conceptalbum"

## Doorbraak
De doorbraak voor Kraftwerk komt in 1974 met het album Autobahn, waarvan in Duitsland een half miljoen exemplaren worden verkocht. Op het album gebruikt de band voor het eerst een Minimoog. De 22 minuten durende, gelijknamige openingstrack belandde wereldwijd in de hitparades. Autobahn is het laatste album dat wordt geproduceerd door Plank, daarna nemen de leden van Kraftwerk de productie van hun albums zelf op zich.

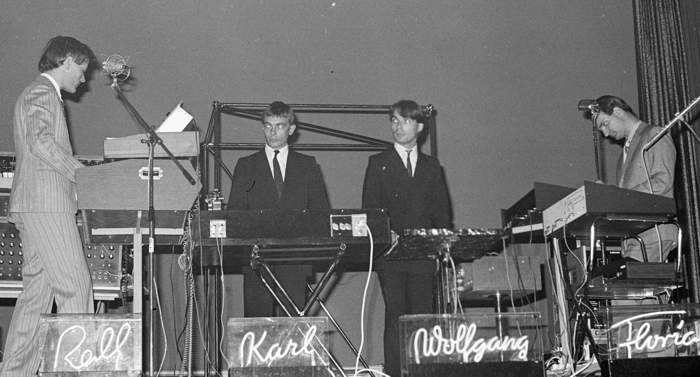
Kraftwerk (1976) : Ralf Hütter, Karl Bartos, Wolfgang Flür en Florian Schneider.

Met de opvolger van Autobahn, Radio-Activity/Radio-Aktivität, kan Kraftwerk het succes niet herhalen, behalve in Frankrijk, waar het titelnummer de eerste plek van de hitparade bereikt. Het album is zowel een lofzang op de radio, met onderdelen van radio-uitzendingen als basis voor nummers als Airwaves, als op kernenergie - onder meer door het geluid van een geigerteller te verwerken in de muziek.
Ter promotie worden in de Nederlandse Kerncentrale Dodewaard publiciteitsfoto's gemaakt. Pas veel later, met een bewerkte versie van het titelnummer op het uit 1991 stammende compilatie-album The Mix wordt de boodschap nadrukkelijk anti-nucleair, waarbij aanvankelijk de kernrampen en -ongelukken in Tsjernobyl, Harrisburg en Sellafield worden vergeleken met de Amerikaanse atoomaanval op Hiroshima. In 1992 treedt de band in Groot-Brittannië op bij de anti-nucleaire manifestatie tegen de Britse kerncentrale bij Sellafield. Live wordt het nummer sindsdien voorafgegaan door een elektronisch gesproken intro, waarbij de risico's van kernenergie aangehaald worden. Na de kernramp in Fukushima in 2012, wordt de tekst van het nummer live opnieuw aangepast, waarbij 'Hiroshima' wordt vervangen door 'Fukushima'.
Alle albums sinds Autobahn zijn ontstaan en grotendeels opgenomen in Kraftwerks eigen Kling Klangstudio's, waarvan de locatie angstvallig geheim gehouden wordt. De studio, door Hütter beschreven als een grote ruimte en een werkplaats waar zowel instrumenten worden gebouwd als muziek opgenomen, bevond zich lange tijd aan een binnenplaats aan de Mintropstraße 16 in hartje Düsseldorf. Sinds de eeuwwisseling zou de studio zich in buitenwijk Osterath bevinden, vlak bij het woonhuis van Schneider.
Daarnaast vinden opnames plaats in reguliere geluidsstudio's in onder meer Londen, Berlijn, Düsseldorf en Los Angeles. In Nederland gebruikt de band de Wisseloord Studio's in Hilversum voor opnames voor Radio-Activity en Trans Europe Express.
Op 21 maart 1976 treedt Kraftwerk voor het eerst in Nederland op, in De Doelen in Rotterdam. In september keert de band terug voor optredens in Utrecht, Groningen, de Stokvishal in Arnhem en in Paradiso, Amsterdam. In Paradiso wordt op 11 september 1976 voor het eerst het nummer Trans Europe Express uitgevoerd, waar Ralf Hütter in maart 2004 - in bijna perfect Nederlands - aan refereert als Kraftwerk het nummer uitvoert tijdens een optreden in de Heineken Music Hall in Amsterdam: 'In 1976 hebben we de nächste compositie voor het eerst in Paradiso Amsterdam gespeeld'.
In maart 1977 verschijnt het nummer op het album Trans-Europe Express/Trans Europa Express, dat spoorwegen en reizen als thema heeft. Het motief uit het titelnummer wordt, zonder toestemming van de band, in 1983 gebruikt door de New Yorkse dj Afrika Bambaataa voor diens nummer Planet Rock, een van de eerste hiphopnummers.
Opnames voor het album Trans Europa Express worden bezocht door David Bowie en Iggy Pop, waarbij wordt gesproken over samenwerking. De ontmoeting wordt genoemd in de tekst van het nummer Trans Europa Express ('Wir laufen 'rein in Düsseldorf City/Und treffen Iggy Pop und David Bowie'). Bowie draagt in 1977 het goeddeels instrumentale nummer V-2 Schneider van het album "Heroes" op aan Kraftwerklid Florian Schneider, maar onduidelijk is of deze ooit aan het nummer heeft meegewerkt.

## Mainstream
The Man-Machine/Mensch Machine uit 1978 bevat de singles The Robots/Die Roboter en The Model/Das Model, die uiteindelijk zal uitgroeien tot Kraftwerks grootste hit. Het toonaangevende Britse muziekblad NME noemt het album 'een van de hoogtepunten uit de jaren-zeventig rockmuziek'. Een groot commercieel succes is het album dan niet, alleen in het Verenigd Koninkrijk wordt net de album-toptien bereikt.
In 1981 volgt het album Computer World/Komputerwelt waarin toen nog onbekende ontwikkelingen als internet, online daten (Computerlove) en elektronische muziek (Pocket Calculator) worden bezongen. Computerlove verschijnt als single, maar diens B-zijde, The Model, wordt een hit. Het nummer bereikt in 1981 de nummer-één positie in Groot-Brittannië, nadat het bij de oorspronkelijke release in 1978 al tot plek 26 was gekomen. De nieuwe populariteit wordt ingegeven door de opkomst van de synthipop met bands als Human League en Orchestral Manoeuvres in the Dark. De laatste is zelfs geïnspireerd door Kraftwerk, nadat Andy McCluskey in 1976 een concert bijwoonde.
Tijdens het album verbouwt Kraftwerk de Kling Klangstudio zodanig, dat deze - deels - meegenomen kan worden op tour. Die brengt de band op 10 december 1981 ook naar Nederland, waar wordt opgetreden in Muziekcentrum Vredenburg. Tijdens het nummer Pocket Calculator laat de band het publiek op aangereikte toetsenborden meespelen
Werk aan het album Techno Pop wordt in 1983 stilgelegd na een fietsongeluk van bandlid Hütter, alhoewel Hütter de gevolgen van het ongeluk later bagatelliseert. Wel wordt uit de opnamesessies het nummer Tour de France op single uitgebracht. Enkele nummers van Techno Pop worden herbewerkt en verschijnen, met nieuw materiaal, in 1986 op het album Electric Café Percussionist Wolfgang Flür heeft dan de groep al verlaten, omdat steeds meer gebruik wordt gemaakt van sequencers. Flür wordt opgevolgd door Fritz Hilpert, die al jaren meewerkt als studio-technicus.
Na Electric Café neemt de band een jarenlange pauze die wordt besteed aan het digitaliseren van de eigen muziek en de geluiden die daarvoor zijn gebruikt. Dat leidt uiteindelijk in 1991 tot het album The Mix waarin Kraftwerk-nummers grondig herbewerkt zijn om aan te sluiten bij de door hen beïnvloedde house en techno-scene, die dan op zijn hoogtepunt is. Na tien jaar gaat Kraftwerk ook weer toeren, maar zonder Karl Bartos, die de band verlaat vanwege creatieve meningsverschillen. Bartos wordt uiteindelijk voor optredens en in de studio opgevolgd door Henning Schmitz. Tijdens de tour wordt opnieuw Muziekcentrum Vredenburg in Utrecht aangedaan. In mei 1993 volgt in het kader van dezelfde tour nog een optreden in de Oosterpoort in Groningen.

## Nieuw werk
In 1999 brengt Kraftwerk na dertien jaar een nieuw nummer uit, Expo 2000, voor de Wereldtentoonstelling die in de zomer van 2000 in het Duitse Hannover (Expo 2000) werd gehouden. De band krijgt 400.000 Deutschmark (ruim 205.000 euro) betaald voor het gebruik van geluidsfragmenten uit het nummer door de organisatie van de Wereldtentoonstelling, een bedrag dat tot veel kritiek leidt in Duitsland. In november 2000 volgt een cd met door anderen bewerkte versies van het nummer. Kraftwerk zelf bewerkt Expo 2000 uiteindelijk tot Planet of visions, waarmee regelmatig live wordt opgetreden.
In augustus 2003 brengt Kraftwerk het eerste nieuwe album in 17 jaar uit, Tour de France soundtracks, dat volledig is gewijd aan de obsessie van Ralf Hütter voor wielrennen en de Ronde van Frankrijk. Alhoewel het thema is gebaseerd op hetzelfde uitgangspunt als het nummer Tour de France uit 1983, bestaat het album volledig uit nieuw materiaal. De band doet dat jaar een verrassingsoptreden bij de MTV Europe Music Awards in het Schotse Edinburgh, waarbij het nummer Aero-Dynamik wordt aangekondigd door Kylie Minogue.
21 maart 2008 overlijdt voormalig percussionist Klaus Dinger, vlak voor zijn 62e verjaardag. In januari 2009 maakt Kraftwerk op zijn website officieel bekend dat mede-oprichter Florian Schneider-Esleben na 40 jaar de band verlaat. Schneider trad al sinds 2006 niet meer met de band op, waarbij hij live werd vervangen door Stefan Pfaffe, die op zijn beurt in 2012 wordt vervangen door Falk Grieffenhagen. Hütter, dan nog het enige officiële lid van de band, zegt in een interview met The Guardian dat Schneider al jaren niet meer bijdroeg aan de band en claimt hem niet te missen of nog langer te spreken. Een koele afstandelijke houding die aansluit bij de ervaringen van eerder vertrokken kernleden Wolfgang Flür en Karl Bartos.
In oktober 2009 verschijnt The Catalogue/Der Katalog, een boxset met acht cd's. Daarop digitaal geremasterde versies van de acht albums die tussen 1974 en 2003 zijn verschenen. Electric Café kreeg daarbij de oorspronkelijke titel, Techno Pop weer terug. In 2011 verschijnt in de iTunesstore de Kling Klang Machine, een app (3,59 euro) waarmee non-stop muziek kan worden afgespeeld op basis van geluiden en thema's uit Kraftwerks Kling Klangstudio's.
Geruchten dat er gewerkt wordt aan een negende studio-album houden, soms gevoed door uitspraken van Hütter, al jaren aan "Het komt snel, zeer snel, "zegt Hütter al in 2009. "We werken 168 uur per week." En in 2012: "Het komt snel."
In april 2017, na aanhoudende geruchten, kondigt muziekmaatschappij Warner de release aan van "The Cataloque 3-D" een verzameling grondig bewerkte versies van alle Kraftwerkalbums sinds Autobahn aan de hand van de versies die live zijn gespeeld tijdens The Catalogue concertreeks. The Catalogue 3-D verschijnt in verschillende formaten, waaronder een blu-ray box met zowel audio als video in 3D, op vinyl (9 platen, waarbij The Mix in twee delen), een cd-box in zowel een Duitstalige als Engelse versie en daarnaast een cd met een selectie van nummers en dvd met een 70 minuten durende videoselectie. De release wordt voorafgegaan door een herbewerkte versie van "The Robots" die alleen ter download beschikbaar komt.
De grondig herbewerkte nummers op The Mix, waaraan een versie van Expo 2000 is toegevoegd,  zijn beschikbaar in 3D hoofdtelefoon-audio, de blu-rayversie biedt Dolby Atmos.

## Live
Alhoewel de band sinds 1991 weer regelmatig optreedt, wordt rondom de releasedatum van Tour de France soundtracks in 2003 de eerste tour in twaalf jaar gestart, Minimum-Maximum. In maart 2004 staat de band daarmee in een uitverkochte Heineken Music Hall in Amsterdam, nadat het concert vanwege de grote vraag is verplaatst vanuit de naastgelegen Pepsi Stage. In 2005 verschijnt van deze tour het gelijknamige live-dubbelalbum, dat is samengesteld uit verschillende live-opnames. Wederom volgt een tour. In het kader daarvan treedt de band op 1 juli 2005 op in 013 in Tilburg. In maart 2009 opent Kraftwerk voor de Radiohead tournee in Zuid-Amerika.
Na het verschijnen van The Catalogue in 2010 blijft Kraftwerk toeren. De groep neemt achttien maanden de tijd om alle nummers van de acht albums zowel muzikaal als visueel voor live uitvoeringen voor te bereiden. Dat leidt uiteindelijk tot meerdaagse concertreeksen waarbij elk optreden een van de acht Catalogue-albums integraal wordt gespeeld, aangevuld met nummers van andere albums. Het eerste daarvan vindt in 2012 plaats in het Museum of Modern Art (MoMA) in New York.
De band geeft sindsdien de voorkeur aan optredens in musea en kunstinstellingen. Zo wordt in 2013 met de Catalogueserie in Londen acht keer in de Turbinehal van het Tate Modern opgetreden, in thuisbasis Düsseldorf tien keer in de Grabbe-halle van de Kunstsammlung Nordrhein-Westfalen en in Sydney, Australië acht keer in de Opera.

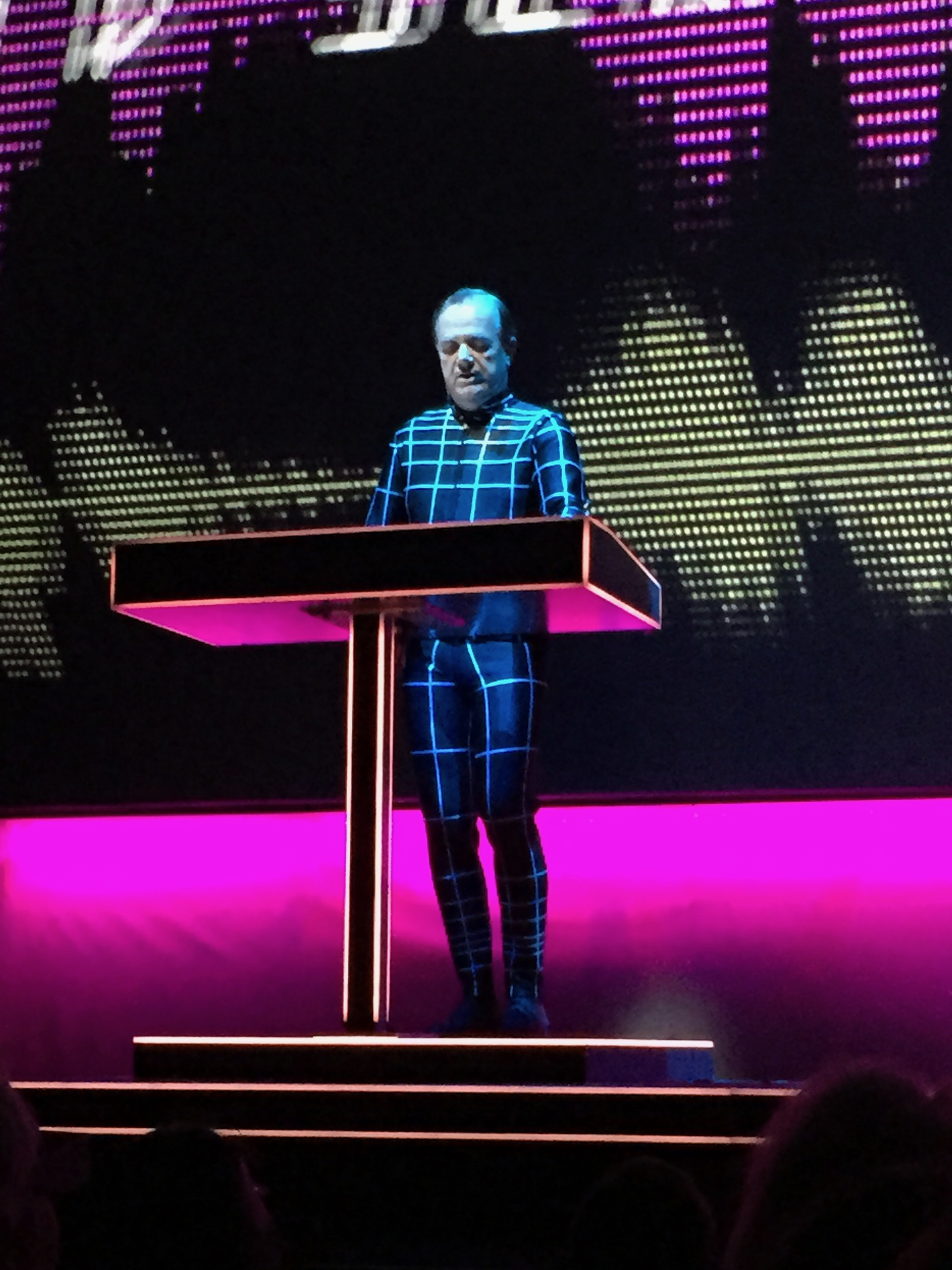
Ralf Hütter in Paradiso, 22 januari 2015

Kraftwerk geeft dan inmiddels 3D-concerten waarbij de aangepaste achtergrondprojecties een anaglyf-3D-effect hebben gekregen die via een aan elke toeschouwer uitgereikte 3D-bril bekeken moet worden. Met name bij de nummers Spacelab en Man-Machine is het 3D-effect in de zaal sterk.
Op 17 en 18 oktober 2013 geeft Kraftwerk vier uitverkochte 3D-concerten in het Evoluon in Eindhoven. Ralf Hütter heeft de zaal persoonlijk uitgezocht vanwege het retrofuturistische uiterlijk van het gebouw en de link met eigenaar Philips Electronics, waarbij de band zijn eerste platen heeft uitgegeven. Tijdens het nummer Spacelab is op de videoschermen een speciaal voor de concerten vervaardigde 3D-animatie van de schotelsectie van het Evoluon te zien die vanuit de ruimte neerdaalt. Sindsdien maakt de schotelanimatie vast deel uit van de 3D-presentatie bij liveconcerten.
Begin 2015 speelt Kraftwerk zijn Catalogue-serie in de Neue Nationgalerie in Berlijn en keert de groep na 39 jaar terug naar Paradiso, Amsterdam. Plannen om met de octologie in het Rijksmuseum of filmmuseum Eye in Amsterdam op te treden, blijken onhaalbaar. Van de acht 3D-concerten in de popzaal raken er zeven direct uitverkocht. De concertreeks wordt in de landelijke pers en de muziekpers juichend ontvangen. Tijdens het nummer Spacelab laat de band een 3D-animatie zien van de façade van Paradiso, waarvoor de 'Evoluon-UFO' landt.
In het geheim bezoekt Ralf Hütter tijdens de Amsterdamse concertreeks de Rondazaal van TivoliVredenburg in Utrecht, waar de band eerder in 1981 en 1991 optrad in de grote zaal. Dat leidt tot de aankondiging van een concert op 3 juli 2015, de avond voor de Grand Départ van de door Hütter bewonderde Tour de France in Utrecht. Omdat het eerste concert direct raakt uitverkocht, wordt een nachtconcert toegevoegd, later gevolgd door een derde optreden op 4 juli. Het gaat daarbij om een integrale uitvoering van Tour de France Soundtracks, aangevuld met werk van andere albums. 
In 2017 herhaalt Kraftwerk het tourconcert, als de Tour de France start in hun thuisstad Düsseldorf, met een uitverkocht openluchtoptreden op 1 juli in het Ehrenhof, met Air als voorprogramma.
Eind mei 2017 gaf Kraftwerk in vier dagen acht The Catalogue-concerten in de Koningin Elisabethzaal in Antwerpen.

## Podiumpresentatie
Aanvankelijk neemt Kraftwerk veel studio-apparatuur mee naar concerten. Tijdens de tour rond het album The Mix in 1991 staat die in een omgekeerde V-vorm op het podium opgesteld voor projectieschermen waarop basale computeranimaties geprojecteerd worden.
Vanaf 1998 wordt in toenemende mate gebruikgemaakt van computers en digitale muziekapparatuur, waarvan ook recent nog een aanzienlijk deel zelf ontwikkeld lijkt. De groep speelt sinds 2002 vanaf lessenaars die naast elkaar staan opgesteld voor videoschermen. Regelmatig geeft de groep twee opeenvolgende concerten op één avond.
Tijdens live uitvoeringen bewegen de leden van de band weinig: een wat stijve podium-act maakt welbewust deel uit van het Kraftwerk-concept. Wars van allures maakten de bandleden die meer weg hadden van technici dan van swingende dansers van begin-af-aan al sinds hun Kling Klang-periode in de jaren '70 van de nood een deugd door het juist cultiveren van een houterig en nerdy imago. Dit werd versterkt sinds het verschijnen van hun album The Man Machine in 1978.
Sinds 2002 maken ze op het podium ook gebruik van laptops en later van computerschermen, tablets en randapparatuur voor het aansturen van hun livemuziek. Hiermee wordt soms de kritiek uitgelokt dat hun muziek dan niet werkelijk live zou zijn doch grotendeels voorgeprogrammeerd.
"In de jaren zeventig was er meer fysieke actie tijdens onze optredens," aldus Ralf Hütter in 2013 daarover, "maar heden ten dage is het meer sensitief. We draaien aan knoppen, zetten schakelaars om en opereren schuifregelaars. We hebben allerlei gadgets." "We werken altijd aan nieuwe muziek en nieuwe geluiden die we verwerken. Het zijn minimale composities waarop we kunnen improviseren en variëren. Bij Autobahn kunnen we live het verkeer en weer aanpassen, de auto's worden op het podium gevormd en alle geluiden en mixes zijn live."
Ook is op concertopnames te horen dat er zaken fout gaan. "Als je op het podium staat, is dit natuurlijk niet zo grappig," zegt Hütter in 2009. "Je weet niet hoelang het duurt en of het kan worden gecorrigeerd. Gelukkig lukt dat meestal. Het kan altijd gebeuren. Het is juist de mens-machine, het is niet alleen maar een machine."
In concertopnamen gemaakt in Paradiso is te zien dat de vier leden op het podium zowel melodielijnen, baslijnen, effecten en drumgeluiden toevoegen aan voorgeprogrammeerde basistracks. Ook worden geluiden live gemanipuleerd, veranderd in toonhoogte en tempo en voorzien van effecten. Live beschikt Hütter, die uiterst links op het podium staat, als enige een volledig klavier waarmee hij akkoorden en melodielijnen verzorgt. Hütter is ook de enige die zang voor zijn rekening neemt, vaak over zijn eigen opgenomen stem heen. Fritz Hilpert (tweede van links) is verantwoordelijk voor de baslijnen en tweede melodieën, Henning Schmitz voor de effecten en percussie en - sinds 2013 - verzorgt Falk Griefenhagen live de beelden.
Sinds 2009 wordt gebruikgemaakt van krachtige (3D-)projectoren. De band werkte vier jaar aan het aanpassen van zijn podiumact naar 3D-beelden. "Het is een combinatie van multi-media," zegt Hütter in 2015 "Vroeger gebruikten we nog dia's, schilderijen en tekeningen. Sinds 2009 werken we met 3D. Het Museum of Modern Art in New York nodigde ons uit voor het retrospective, en toen hebben we ons hele repertoire omgezet naar 3D."
Alle beelden worden in huis gemaakt, door videoprogrammeur Grieffenhagen. "We zijn geen Disney of Hollywoodstudio", zegt Hütter, "we doen alles zelf, komt allemaal uit de Kling Klang Studio." Grieffenhagen, die helemaal rechts staat op het podium, bedient alle animaties. "Hij is ook muzikant, dus hij heeft het juiste gevoel om de animaties te arrangeren op de muziek. Een normale grafisch kunstenaar begrijpt de muziek of de ritmes niet."
Bij de meerdaagse concertreeksen gebruikt Kraftwerk zijn eigen podium - waarin alle apparatuur is weggewerkt - en een eigen geluidssysteem met 3D-surroundsound. Sinds optredens in 2016 gebruikt de band in plaats van projectoren, led-schermen voor de 3D-animaties.
Tijdens een concert in Stuttgart speelden ze samen met de Duitse astronaut Alexander Gerst die speelde vanuit ISS-Expeditie 56 en ISS-Expeditie 57.

## Invloeden
In de muziek van Kraftwerk, zeker in de beginjaren, klinken invloeden door van avantgardistische, experimentele musici als Karlheinz Stockhausen en Pierre Boulez. Hütter noemt zelf The Beach Boys als belangrijke bron. Qua stijl bij optredens leunt de band live op minimalistische performance-artiesten als Gilbert & George.
Kraftwerk staat zelf bekend als een van de meest invloedrijke bands ooit. Volgens velen, waaronder de Britse journalist Paul Morley en bandlid Andy McCluskey van OMD was Kraftwerks invloed op populaire muziek zelfs groter dan The Beatles. In januari 2015 organiseerde de Britse Aston Universiteit in Birmingham een tweedaags academisch congres over Kraftwerk en de invloed van de groep
David Bowie laat zich voor zijn album Heroes door Kraftwerk beïnvloeden. Kraftwerk heeft een sleutelrol gespeeld bij de opkomst van de elektronische new wave eind jaren zeventig (met acts als The Human League, Ultravox! en Gary Numans Tubeway Army en bij de populariteit van synthipop vanaf 1980. Orchestral Manoeuvres in the Dark maakt er geen geheim van zwaar beïnvloed te zijn door Kraftwerk en noemt zijn tweede album Organisation naar de oorspronkelijke groepsnaam van Kraftwerk.
Ook bands als New Order (dat een motief uit Uranium gebruikt voor Blue Monday), Depeche Mode en Simple Minds noemen Kraftwerk als een belangrijke inspirator. Ook geeft Kraftwerk middels samples, die vaak zonder toestemming worden gebruikt, in de vroege jaren tachtig mede de aanzet tot de muzikale ontwikkeling van hiphop. Vooral acts als Cybotron (dat over het motief uit Showroom Dummies rapt) en Africa Bambaataa en The Soulsonic Force (Planet Rock met uitgebreide samples uit Trans Europa Express) zijn daar een voorbeeld van. Zelfs jaren later worden nog Kraftwerksamples in rapnummers gebruikt, zoals in Sunshine van Jay-Z uit 1997.
Maar de belangrijkste stroming die door Kraftwerk is beïnvloed is de housemuziek en zijn subgenres. Technohouse pionier Juan Atkins, die met Cybotron eerder Kraftwerk eerde, zegt daarover in 2012: 'Without them, electronic music would be totally different. There probably wouldn't even be dance music.' In 2014 ontvangt Kraftwerk een 'lifetime achievement Grammy' die door Hütter in ontvangst wordt genomen.
Niet iedereen deelt de bewondering. Belangrijkste criticus van de band is de Duitse muziekjournalist Diedrich Diedrichsen die Schneider en Hütter in zijn uit 2014 stammende boek Over Popmuziek omschrijft als 'Witzfiguren', lachertjes en hen in een opinieartikel later dat jaar beschuldigt van 'recyclen, recyclen en nog eens recyclen'.